# Chambain
Chambain – miejscowość i gmina we Francji, w regionie Burgundia-Franche-Comté, w departamencie Côte-d’Or.
Według danych na rok 1990 gminę zamieszkiwało 36 osób, a gęstość zaludnienia wynosiła 4 osoby/km² (wśród 2044 gmin Burgundii Chambain plasuje się na 874. miejscu pod względem liczby ludności, natomiast pod względem powierzchni na miejscu 988.).